# فرانسوا امبانگو اتون
فرانسوا امبانگو اتون (فرانسوی: Françoise Mbango Etone‎؛ زادهٔ ۱۴ آوریل ۱۹۷۶) یک ورزشکار پرش سه‌گام زن اهل کامرون - فرانسه است. از افتخارات وی میتوان به کسب مدال طلا پرش سه‌گام در بازی‌های المپیک ۲۰۰۴ آتن و ۲۰۰۸ پکن اشاره کرد.